# Assistant Secretary of State for Near Eastern Affairs
Der Assistant Secretary of State for Near Eastern Affairs (Unterabteilungsleiter) ist ein Amt im Außenministerium der Vereinigten Staaten.

## Geschichte des Amtes

Organigramm: Die administrative Gliederung des Außenministeriums (englisch)

Das Außenministerium hatte 1909 eine Abteilung für den Nahen Osten geschaffen, die sowohl für Mittel-, Süd- und Osteuropa als auch den Nahen Osten zuständig war. Sie war von Anfang an zuständig für Ägypten und Abessinien, dem heutigen Äthiopien, und erhielt 1937 die Zuständigkeit für das übrige Afrika, mit Ausnahme von Algerien und der Südafrikanischen Union.
Das US-Außenministerium schuf am 3. Oktober 1949 den Posten des Leiters der Unterabteilung für den Nahen Osten, Südasien und afrikanische Angelegenheiten (Assistant Secretary of State for Near Eastern, South Asian, and African Affairs) am 3. Oktober 1949, nachdem die Kommission für die Organisation des Verwaltungszweiges der Regierung (Hoover Commission) gefordert hatte, dass verschiedene Referate auf das Niveau einer Unterabteilung angehoben werden sollten und nachdem der US-Kongress die Anzahl der Assistant Secretaries of State am 26. Mai 1949 von sechs auf zehn erhöht hatte. Am 20. August 1958 fielen die Beziehungen zu den Staaten Afrikas in die Zuständigkeit der neu geschaffenen Unterabteilung für Afrika (Bureau of African Affairs).
Die Zuständigkeit für Griechenland, Türkei und Zypern wurde am 18. April 1974 der Unterabteilung für Europaangelegenheiten (Bureau of European Affairs) übertragen, während am 22. April 1974 die Zuständigkeit für die Beziehungen mit den Staaten Nordafrikas der Unterabteilung für den Nahen Osten und Südasien (Bureau of Near Eastern and South Asian Affairs) übertragen wurde. Durch das Gesetz für Außenbeziehungen für 1992 und 1993 (Foreign Relations Authorization Act for Fiscal Years 1992 and 1993) wurde am 28. Oktober 1991 die Ernennung eines neuen Assistant Secretary of State for South Asian Affairs als Leiter der Unterabteilung Süd (Bureau of South Asian Affairs) ermöglicht, die am 24. August 1992 gegründet wurde.
Der Leiter der Unterabteilung für den Nahen Osten (Assistant Secretary of State for Near Eastern Affairs) untersteht dem Leiter der Politischen Abteilung (Under Secretary of State for Political Affairs). Die Unterabteilung für den Nahen Osten ist zuständig für die US-Außenpolitik und die diplomatischen Beziehungen mit Algerien, Bahrain, Ägypten, dem Iran, dem Irak, Israel, Jordanien, Kuwait, dem Libanon, Libyen, Marokko, dem Oman, den Palästinensischen Autonomiegebieten, Katar, Saudi-Arabien, Syrien, Tunesien, den Vereinigten Arabischen Emiraten und dem Jemen. Die Regionalpolitik im Nahen Osten befasst sich mit dem Friedensprozess im Nahen Osten, Terrorismus, Massenvernichtungswaffen sowie politischen und wirtschaftlichen Reformen.
Der Unterabteilungsleiter wird bei seiner Arbeit durch einen Principal Deputy Assistant Secretary for Near Eastern Affairs als ersten stellvertretenden Unterabteilungsleiter sowie weiteren Deputy Assistant Secretaries unterstützt, die als Referatsleiter zuständig sind für die Referate Irak (Deputy Assistant Secretary for Iraq Affairs), Unterstützungskoordination (Deputy Assistant Secretary for Assistance Coordination), Presse und öffentliche Diplomatie (Deputy Assistant Secretary for Press and Public Diplomacy), Arabische Halbinsel (Deputy Assistant Secretary for Arabian Peninsula Affairs), Iran (Deputy Assistant Secretary for Iran Affairs), Ägypten und Maghreb (Deputy Assistant Secretary for Egypt and Maghreb Affairs) sowie Levante (Deputy Assistant Secretary for Levant Affairs).

## Amtsinhaber

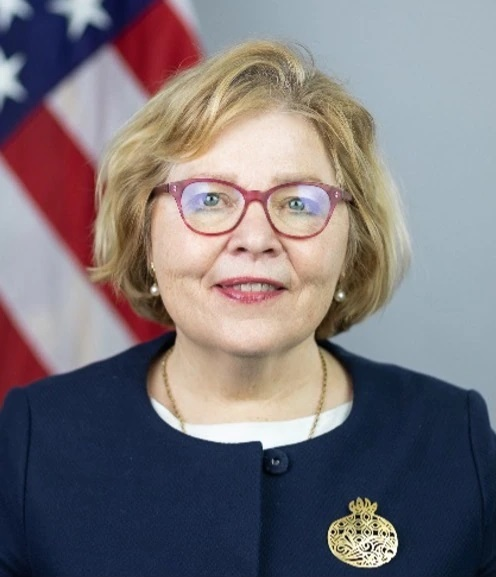
Barbara A. Leaf ist seit dem 31. Mai 2022 Assistant Secretary of State for Near Eastern Affairs

### Liste derAssistant Secretaries of State for Near Eastern, South Asian, and African Affairs, 1949–1958
| Amtsinhaber         | Beginn der Amtszeit | Ende der Amtszeit | US-Präsident                             |
| ------------------- | ------------------- | ----------------- | ---------------------------------------- |
| George C. McGhee    | 28. Juni 1949       | 19. Dezember 1951 | Harry S. Truman                          |
| Henry A. Byroade    | 14. April 1952      | 25. Januar 1955   | Harry S. Truman und Dwight D. Eisenhower |
| George V. Allen     | 26. Januar 1955     | 27. August 1956   | Dwight D. Eisenhower                     |
| William M. Rountree | 30. August 1956     | 20. August 1958   | Dwight D. Eisenhower                     |

### Liste derAssistant Secretaries of State for Near Eastern and South Asian Affairs, 1958–1992
| Amtsinhaber          | Beginn der Amtszeit | Ende der Amtszeit  | US-Präsident                                |
| -------------------- | ------------------- | ------------------ | ------------------------------------------- |
| William M. Rountree  | 20. August 1958     | 6. Juli 1959       | Dwight D. Eisenhower                        |
| G. Lewis Jones       | 10. Jul 1959        | 20. April 1961     | Dwight D. Eisenhower                        |
| Phillips Talbot      | 21. April 1961      | 1. September 1965  | John F. Kennedy und Lyndon B. Johnson       |
| Raymond A. Hare      | 22. September 1965  | 30. November 1966  | Lyndon B. Johnson                           |
| Lucius D. Battle     | 5. April 1967       | 30. September 1968 | Lyndon B. Johnson                           |
| Parker T. Hart       | 14. Oktober 1968    | 4. Februar 1969    | Lyndon B. Johnson                           |
| Joseph J. Sisco      | 10. Februar 1969    | 18. Februar 1974   | Richard Nixon                               |
| Alfred Atherton      | 27. April 1974      | 13. April 1978     | Richard Nixon, Gerald Ford und Jimmy Carter |
| Harold H. Saunders   | 11. April 1978      | 16. Januar 1981    | Jimmy Carter                                |
| Nicholas A. Veliotes | 21. Mai 1981        | 27. Oktober 1983   | Ronald Reagan                               |
| Richard W. Murphy    | 28. Oktober 1983    | 15. Mai 1989       | Ronald Reagan                               |
| John Hubert Kelly    | 16. Juni 1989       | 30. September 1991 | George Bush                                 |
| Edward Djerejian     | 30. September 1991  | 17. Dezember 1993  | George Bush und Bill Clinton                |

### Liste derAssistant Secretaries of State for Near Eastern Affairs, seit 1992
Am 24. August 1992 wurde die Unterabteilung für den Nahen Osten und Südasien (Bureau of Near Eastern and South Asian Affairs) in eine separate Unterabteilung für Nahost-Angelegenheiten (Bureau of Near Eastern Affairs) und eine eigenständige Unterabteilung für Süd- und Zentralasien (Bureau of South and Central Asian Affairs) geschaffen. Der bisherige Assistant Secretary of State for Near Eastern and South Asian Affairs Edward Djerejian wurde daraufhin erster Leiter der Unterabteilung für Nahost-Angelegenheiten (Assistant Secretary of State for Near Eastern Affairs), fungierte in Personalunion bis zum 30. Mai 1993 aber zugleich auch kommissarisch als erster Leiter der Unterabteilung für Süd- und Zentralasien (Acting) Assistant Secretary of State for South and Central Asian Affairs.
| Amtsinhaber                          | Beginn der Amtszeit | Ende der Amtszeit | US-Präsident                 |
| ------------------------------------ | ------------------- | ----------------- | ---------------------------- |
| Edward Djerejian                     | 30. September 1991  | 17. Dezember 1993 | George Bush und Bill Clinton |
| Robert Pelletreau                    | 18. Februar 1994    | 24. Januar 1997   | Bill Clinton                 |
| Martin Indyk                         | 14. Oktober 1997    | 16. November 1999 | Bill Clinton                 |
| Edward S. Walker Jr.                 | 18. Januar 2000     | 1. Mai 2001       | Bill Clinton                 |
| William Joseph Burns                 | 4. Juni 2001        | 2. März 2005      | George W. Bush               |
| David Welch                          | 18. März 2005       | 18. Dezember 2008 | George W. Bush               |
| Jeffrey D. Feltman                   | 18. August 2009     | Juni 2012         | Barack Obama                 |
| Anne W. Patterson                    | 13. Dezember 2013   | 6. Januar 2017    | Barack Obama                 |
| David M. Satterfield (kommissarisch) | 5. September 2017   | Juni 2019         | Donald Trump                 |
| David Schenker                       | 14. Juni 2019       | 20. Januar 2021   | Donald Trump                 |
| Joey R. Hood (kommissarisch)         | 20. Januar 2021     | 30. August 2021   | Joe Biden                    |
| Yael Lampert (kommissarisch)         | 31. August 2021     | 31. Mai 2022      | Joe Biden                    |
| Barbara A. Leaf                      | 31. Mai 2022        |                   | Joe Biden                    |